# Observatorium Bassano Bresciano

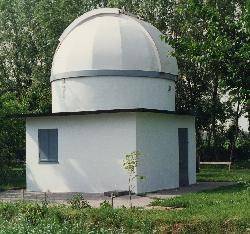
Das Observatorium Bassano Bresciano

Das Observatorium Bassano Bresciano (italienisch: Osservatorio Astronomico Bassano Bresciano) ist eine Sternwarte nahe der Gemeinde Bassano Bresciano in der Provinz Brescia in einer Höhe von 58 m über dem Meeresspiegel. Es wurde am 29. April 1989 offiziell eingeweiht, jedoch wurden bereits seit 1983 erste Messungen unter Verwendung eines kleinen Spiegelteleskops mit einem Durchmesser von 15 cm durchgeführt.
Das Observatorium ist bei der Internationalen Astronomischen Union unter dem IAU-Code 565 registriert.
Nach einer langen Periode der Erforschung und Vermessung der Planeten und Kometen liegt die Hauptaufgabe des Observatoriums heute in der Photometrie der Planeten und der Veränderlichen Sterne.

## Instrumente
Das Hauptteleskop des Observatoriums ist ein Schmidt-Teleskop mit einem 42-cm-Spiegel und einer Brennweite von 1000 mm, das durch eine fünf Meter durchmessende Kuppel geschützt ist. Seit seiner Inbetriebnahme 1989 wurde es fortwährend verbessert und kann heute komplett automatisch operieren. Es wurde an eine CCD-Kamera vom Typ Starlight HX516 angeschlossen.

Koordinaten: 45° 19′ 3″ N, 10° 8′ 4″ O